# Hellmut Bandt
Hellmut Bandt (* 23. September 1917 in Berlin; † 19. Mai 1976 in Greifswald) war ein deutscher evangelisch-lutherischer Theologe und Hochschullehrer für Systematische Theologie.

## Leben und Wirken
Bandt studierte nach Erlangung der Hochschulreife Evangelische Theologie an der Universität Berlin. 1937 gehörte er zu der Gruppe von Berliner Theologiestudierenden, die wegen ihres Eintretens für die Bekennende Kirche von der Universität verwiesen wurden.  Nach der Vorlage seiner Dissertation über das systematisch-theologischen Thema der Verborgenheit Gottes bei Martin Luther  wurde er 1955 von der Theologischen Fakultät der Humboldt-Universität Berlin zum Doktor der Evangelischen Theologie promoviert. Im Jahre 1958 erhielt er eine Professur mit dem Lehrauftrag für Systematische Theologie an der Ernst-Moritz-Arndt-Universität Greifswald. 1962 hielt er dort Lehrveranstaltungen mit vollem Lehrauftrag. Über 20 Jahre bis zu seinem frühen Tod prägte er den Geist der dortigen theologischen Fakultät mit. In einem historischen Abriss schreiben Greifswalder Theologen auf ihrer Internetseite: 
Bandt begann als Lutherinterpret (Luthers Lehre vom verborgenen Gott, Berlin 1957). Angeregt von Dietrich Bonhoeffers Forderung der „nichtreligiösen Interpretation“ der Bibel bemühte er sich später um eine Theologie, die die Menschen gerade auch unter den Bedingungen der DDR erreichte. Bandt stand den Kirchlichen Bruderschaften nahe, also dem linken Flügel der Bekennenden Kirche. Insofern war politisches Engagement für ihn unverzichtbar, was ihn zur Mitarbeit im Weißenseer Arbeitskreis motivierte. Bandt setzte sich maßgeblich dafür ein, dass auch unter schwierigen Bedingungen Distanz und Freiheit gegenüber der SED-Politik an der Fakultät erhalten blieben (Zuversicht und Verantwortung. Theologie im Gespräch mit fragenden Zeitgenossen, Berlin 1980).
Das schloss u. a. auch ein, dass er sich für einen waffenlosen Dienst von Christen bei den Bausoldaten einsetzte.
Er war Mitglied im Weißenseer Arbeitskreis, der Kirchlichen Bruderschaft in Berlin-Brandenburg, und verteidigte die Praktizierung der Jugendweihe.
Hellmut Bandt war seit 1960 Mitglied der Christlichen Friedenskonferenz und wurde in Arbeitsgremien der II. Allchristlichen Friedensversammlung in Prag 1964 gewählt.

## Werke
- Zuversicht und Verantwortung. Evangelische Verlagsanstalt, Berlin 1980, 1. Aufl.
- Luthers Lehre vom verborgenen Gott. Evang. Verl.-Anst., Berlin 1958.
- Luthers Lehre vom verborgenen Gott. o. O. 1955.